# Sultan Ali ibn Pirak
Sultan Ali ibn Pirak (+ vers 1410) fou el darrer membre conegut de la casa reial il-kànida de Gurgan. El seu pare Pirak Pasha va ser lleial a Tamerlà fins a la mort d'aquest.
El 1405 Sultan Ali i el seu germà Hasan Sultan estaven a Samarcanda com a ostatges. Quan el pare es va revoltar aliat als sarbadars, els dos germans i una de les esposes de Pirak, van abandonar Samarcanda per dirigir-se a Astarabad. En el seu camí l'amir Xah Malik, que havia estat enviat a Makhan, els va interceptar casualment i els va fer presoners. Els tres, amb els seus servidors, foren enviats a Xah Rukh. Aquest finalment va perdonar al kan i el va permetre seguir al poder, i va deixar marxar al primer i a l'esposa per reunir-se amb el seu pare i marit, guardant només a Hasan Sultan com a ostatge.
El 1406 Pirak va donar asil al rebels encapçalats per Said Khoja i va ser altre cop derrotat, haven de fugir a Coràsmia, però el 1407 va retornar i va intentar recuperar el poder. Igualment derrotat, Pirak va haver d'abandonar Mazanderan (Gurgan) i refugiar-se a territori dels baduspànides al Rustamdar. El 1408 Sultan Ali es va presentar a Herat i va demanar el honor de baixar el tapis del tron i es va sotmetre a l'emperador. Xah Rukh el va rebre be i després se’l va emportar amb ell a l'expedició que va fer al Sistan.
Va participar al seu costat a la campanya del Sistan. A la mort del seu pare al Rustamdar (estiu o tardor del 1408) va abandonar l'expedició a Sistan sense permís de l'emperador i se'n va anar al Rustamdar on va aconseguir el suport de l'emir baduispànida Kayumart ibn Bisutun (que ja havia ajudat al seu pare) i va reorganitzar les forces del difunt i quan l'exèrcit de Shah Rukh va marxar a Transoxiana la tardor del 1409, va intentar ocupar Astarabad. Aquesta havia estat encomanada a Ulugh Beg el qual no obstant havia marxat al cap de poc i finalment havia anat cap a Transoxiana amb el seu pare deixant al seu front a Abu-l Laith. Sultan Ali es va presentar davant Astarabad; l'exèrcit imperial li va fer front. En la batalla Sultan Ali fou ferit greument i va morir poc després. El seu cap fou enviat a la cort.